# Gouttes d'eau sur pierres brûlantes
Gouttes d'eau sur pierres brûlantes is een Franse film uit 2000 van regisseur François Ozon. De hoofdrollen worden gespeeld door Bernard Giraudeau en Malik Zidi. Het verhaal is gebaseerd op het toneelstuk Tropfen auf heiße Steine uit 1965-66 van Rainer Werner Fassbinder.
Gouttes d'eau sur pierres brûlantes is opgedeeld in vier fragmenten, net als de aktes van een toneelstuk.
Deze film heeft naderhand aan bekendheid gewonnen door het meespelen van Ludivine Sagnier. Zij brak in 2003 internationaal door met Ozons film Swimming Pool.

## Verhaal
Een vijftigjarige vertegenwoordiger gaat samenwonen met een enigszins stuurloze jongen van twintig. Hun homoseksuele relatie ontwikkelt zich aanvankelijk voorspoedig, maar komt na een half jaar toenemend onder druk te staan. Oorzaken hiervan zijn het generatieverschil en de egocentrische dominantie van de oudste partner. De problemen compliceren wanneer hun beider ex-vriendinnen de twee mannen alsnog voor zich proberen te winnen. Nu blijkt hoezeer de vijftigjarige zijn partners exploiteert zonder met hun gevoelens rekening te houden. De zelfmoord van de stuurloze jongen wordt hierbij achteloos als een voldongen feit aanvaard.

## Hoofdrollen
| Acteur            | Personage |
| ----------------- | --------- |
| Bernard Giraudeau | Léopold   |
| Malik Zidi        | Franz     |
| Ludivine Sagnier  | Anna      |
| Anna Levine       | Véra      |

## Muziek
Muzikale nummers in de film zijn:
- Träume door Françoise Hardy
- Symfonie nr. 4 in G van Gustav Mahler
- Messa da Requiem, 3.Dies Irae, van Giuseppe Verdi
- Zadok the Priest (HWV 258) van Georg Friedrich Händel
- Tanze Samba mit Mir door Tony Holiday

## Prijzen en nominaties
| jaar | prijs                                  | categorie                   | genomineerde(n) | uitslag     |
| ---- | -------------------------------------- | --------------------------- | --------------- | ----------- |
| 2000 | Filmfestival van Berlijn               | Teddy Award voor beste film | François Ozon   | gewonnen    |
| 2000 | Filmfestival van Berlijn               | Gouden Beer                 | François Ozon   | genomineerd |
| 2000 | New York Lesbian and Gay Film Festival | Best Feature                | François Ozon   | gewonnen    |
| 2001 | César                                  | meest veelbelovende acteur  | Malik Zidi      | genomineerd |